# San Marino na Mistrzostwach Świata w Lekkoatletyce 2009
San Marino na Mistrzostwach Świata w Lekkoatletyce 2009, reprezentowane było przez dwoje zawodników – 1 mężczyznę i 1 kobietę. Żadne z tych atletów nie zdobyło medalu na tych mistrzostwach.

## Zawodnicy

### Bieg na 100 m mężczyzn
- Ivano Bucci – 75. pozycja w eliminacjach (11.24 s. → nie awansował dalej).

### Bieg na 100 m kobiet
- Martina Pretelli – 49. pozycja w eliminacjach (12.65 s. → nie awansowała dalej).